# Autoclave
Un autoclave es un recipiente de presión metálico de paredes gruesas con un cierre hermético que permite trabajar a alta presión para una cocción o una esterilización con vapor de agua a fin de esterilizar materiales e instrumentos quirúrgicos. Su construcción debe ser tal que resista la presión y temperatura desarrollada en su interior.
La presión elevada permite que el agua alcance temperaturas superiores a los 100 °C. 
La acción conjunta de la temperatura y el vapor produce la desnaturalización de las proteínas de los microorganismos, entre ellas las esenciales para la vida y la reproducción de estos, hecho que lleva a su destrucción.
En el ámbito industrial, equipos que funcionan por el mismo principio tienen otros usos, aunque varios se relacionan con la destrucción de los microorganismos con fines de conservación de alimentos, medicamentos, y otros productos.
La palabra autoclave no se limita a los equipos que funcionan con vapor de agua ya que los equipos utilizados para esterilizar con óxido de etileno se denominan de la misma forma.

## Funcionamiento
Las autoclaves funcionan permitiendo la entrada o generación de vapor de agua pero restringiendo su salida, hasta obtener una presión interna de 103 kPa por encima de la presión atmosférica, lo cual provoca que el vapor alcance una temperatura de 121 grados Celsius. Un tiempo típico de esterilización a esta temperatura y presión es de 15-20 minutos. Las autoclaves más modernas permiten realizar procesos a mayores temperaturas y presiones, con ciclos estándar a 134 °C a 200 kPa durante 5 minutos para esterilizar material metálico; incluso llegan a realizar ciclos de vacío para acelerar el secado del material esterilizado.
El hecho de contener fluido a alta presión implica que las autoclaves deben ser de manufactura sólida, usualmente en metal, y que se procure construirlas totalmente herméticas.
Las autoclaves son ampliamente utilizadas en laboratorios, como una medida elemental de esterilización de material. Aunque cabe destacar que, debido a que el proceso involucra vapor de agua a alta temperatura, ciertos materiales no pueden ser esterilizados en autoclave, como el papel y muchos plásticos (a excepción del polipropileno). Sí se puede esterilizar papel en bolsas de nilón, y eso se hace en odontología para esterilizar los conos de papel absorbente utilizados en endodoncia.
Debido a que el material a esterilizar es muy probablemente de uso grabable, se requiere de métodos de testificación de la calidad de dicha esterilización, esto quiere decir que la presión y temperatura aplicadas serán distintas para cada uno de los productos autoclavados. 
Las autoclaves suelen estar provistas de manómetros y termómetros, que permiten verificar el funcionamiento del aparato; aunque en el mercado existen métodos testigo anexos, por ejemplo, testigos químicos que cambian de color cuando cierta temperatura es alcanzada, o bien testigos mecánicos que se deforman ante las altas temperaturas.
Por este medio es posible esterilizar todo tipo de materiales a excepción de materiales volátiles, por lo que se debe tener gran precaución.

## Usos
- Autoclave de uso médico, usada para esterilizar instrumental y otros dispositivos sanitarios.
- Autoclave de laboratorio, usada para esterilizar material de laboratorio.
- Autoclave industrial, como las que se usan por ejemplo para el tratamiento de la madera expuesta a la intemperie, laminación de vidrio o tratamiento de composites.
- Autoclave de materiales compuestos, usada para curar y conformar laminados de materiales compuestos poliméricos.

### Autoclave de laboratorio

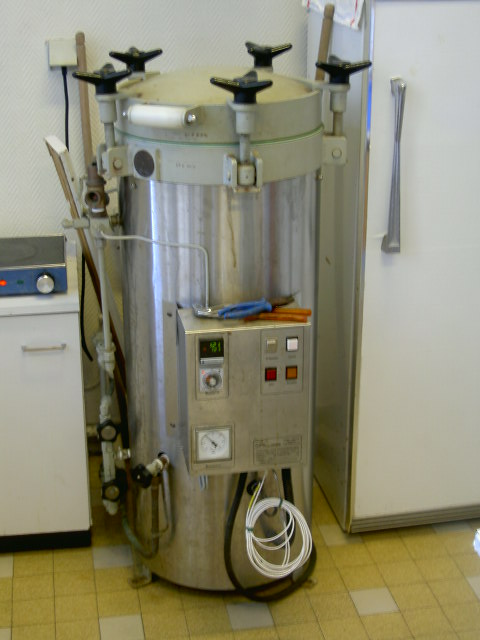
Autoclave de laboratorio

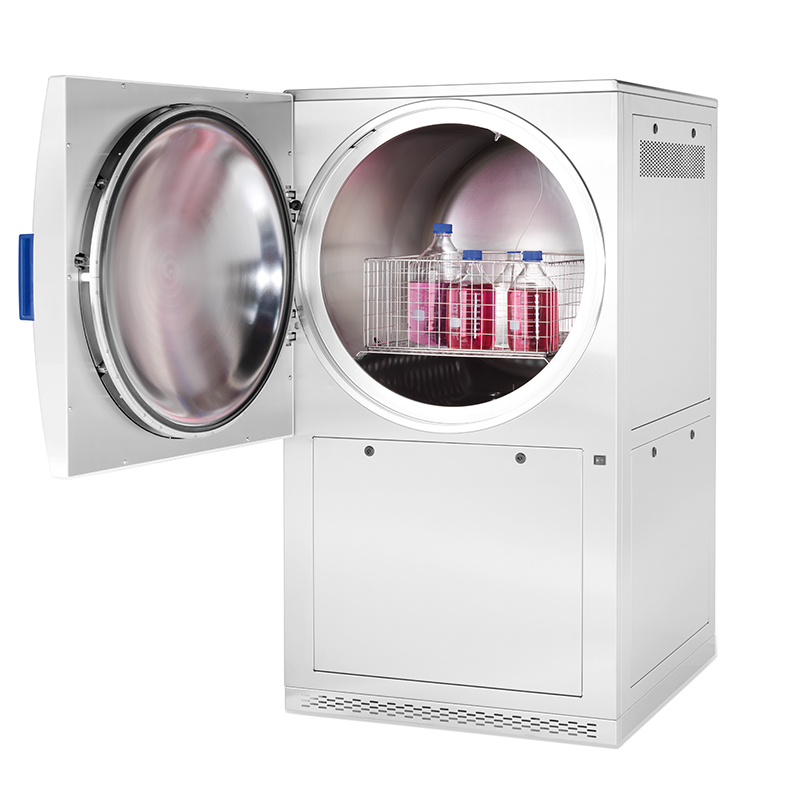
Autoclave de laboratorio

Una autoclave de laboratorio es un dispositivo que sirve para esterilizar material de laboratorio. 
Las autoclaves son ampliamente utilizadas en laboratorios, como una medida elemental de esterilización de material. Aunque cabe notar que, debido a que el proceso involucra vapor de agua a alta temperatura, ciertos materiales no pueden ser esterilizados en autoclave, como el papel y muchos plásticos (a excepción del polipropileno).
Este producto es de uso general en laboratorios y no es un producto sanitario, por tanto no lleva marcado CE según la directiva 93/42/EEC ni le es de aplicación esta legislación. Cuando la autoclave está destinada a la esterilización de productos sanitarios tiene unos requisitos especiales.

### Autoclave de uso médico

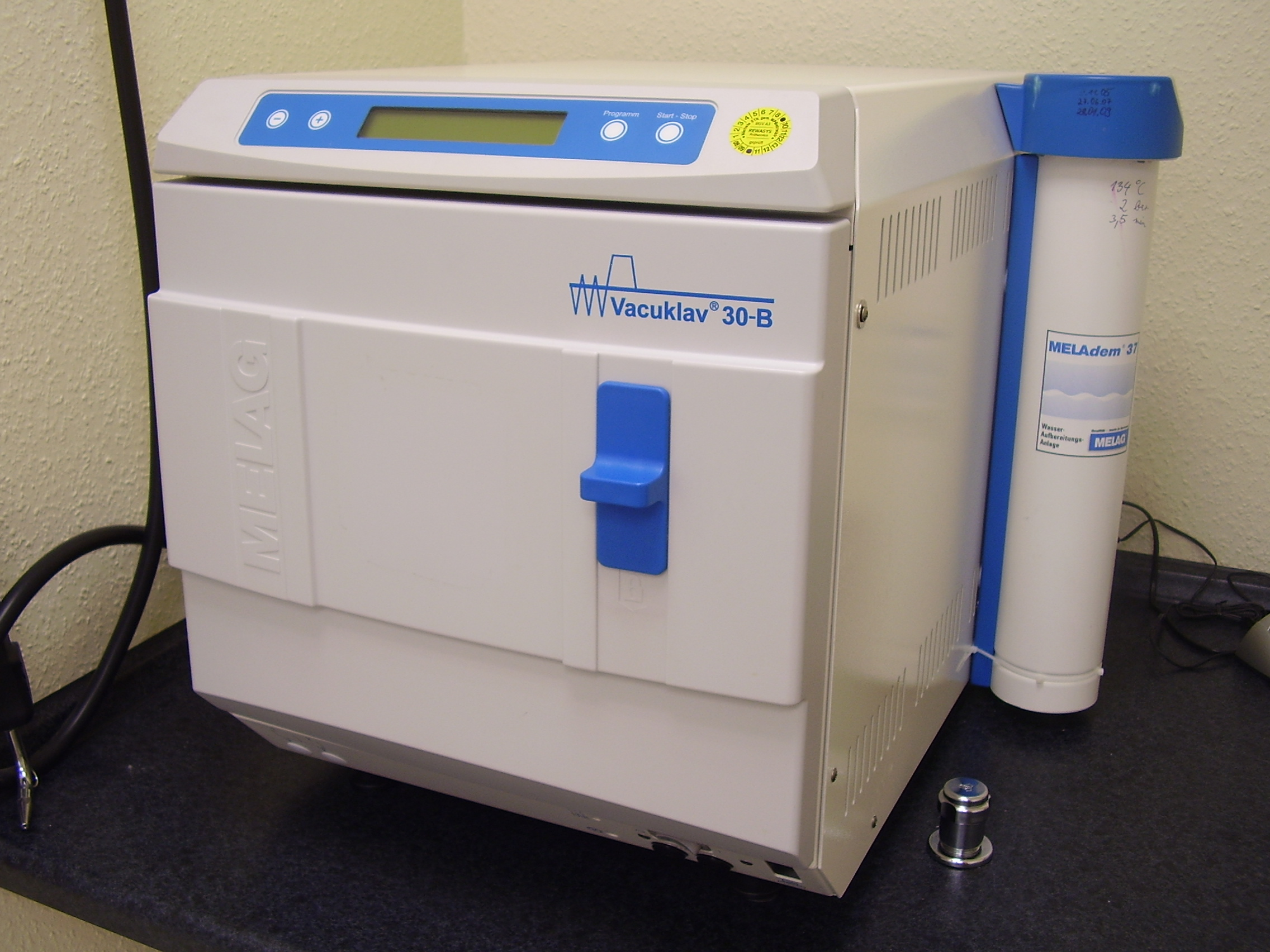
Autoclave de uso médico

Una autoclave de uso médico es un accesorio de los productos sanitarios que permite su esterilización utilizando para ello vapor de agua a alta presión y temperatura. Como accesorio de un producto sanitario es considerado por la directiva 93/42/EEC como regulado también por la directiva y clasificado independientemente. Así, las autoclaves o esterilizadores de uso médico son productos sanitarios de la clase IIa por regla 15 del anexo IX de la directiva 93/42/EEC. Esta clasificación cambió al entrar en vigor la modificación de la directiva por la directiva 2007/47/EC, pasando a clase IIb por regla 15 modificada.
Las autoclaves son ampliamente utilizadas por los fabricantes de productos sanitarios estériles y en las centrales de esterilización hospitalarias, como una medida elemental de esterilización de los productos.
Objetivo
- Se encarga de eliminar toda la vida microbiana, incluidas esporas en materiales y equipos quirúrgicos, ya sean textiles o de vidrio, exceptuando el plástico.
- Brindarle seguridad al paciente.
- Inexistencia de residuo tóxico en material y equipo esterilizado.

Para la eficacia de la esterilización de vapor (Autoclave) se debe de contar con tres parámetros, que son:
- Temperatura.
- Presión.
- Tiempo.

Para que la esterilización sea efectiva debe alcanzar una temperatura de 121° a 134 °C con una presión de 20-32 libras/pulgadas²(psi); esto se modificará dependiendo del nivel del mar donde se encuentre el equipo.
Por ejemplo: En la Ciudad de México se requiere unas 20 libras de presión por pulgada².

### Autoclave industrial
En el contexto industrial, la palabra autoclave se utiliza para referirse a una olla a presión de gran talla, utilizada para cocimiento en procesos industriales.
Algunos usos destacados de las autoclaves industriales son:
- En la industria alimentaria: se utilizan para la esterilización de conservas y alimentos enlatados cuyas características requieren un tratamiento por encima de los 100 grados centígrados (método Nicolás Appert).
- En la industria maderera: se utiliza para tratar la madera para construcciones en exterior (pérgolas, porches, etcétera) y así protegerla de parásitos.
- En la industria textil se denominan autoclaves ciertas máquinas utilizadas para el teñido de telas.
- En la industria de los neumáticos se utilizan para realizar el vulcanizado.
- En el tratamiento de residuos hospitalarios se utiliza para eliminar los microorganismos patógenos existentes.

### Autoclave de materiales compuestos
Una autoclave de materiales compuestos es un recipiente o vasija (normalmente en forma cilíndrica) con un sistema de temperatura y presurización, utilizado para curar y consolidar materiales compuestos.
El tamaño y el diseño de la autoclave depende de la aplicación o, lo que es lo mismo, del tipo de piezas a procesar. Uno de los sectores que más utiliza esta técnica es el aeronáutico, por lo que en ocasiones estos sistemas tienen dimensiones muy grandes.
Los componentes principales de una autoclave de materiales compuestos son:
- Cámara presurizada: Es la vasija propiamente dicha, en la que se introducen los componentes a curar.
- Dispositivos de calentamiento: Son los encargados de conseguir las distintas temperaturas de curado para cada tipo de material introducido.
- Sistema de aplicación de vacío: Es uno de los componentes más importantes en este tipo de autoclaves, ya que es una parte fundamental para el proceso de fabricación de un laminado de material compuesto. Se encarga de la primera compactación del laminado, elimina componentes volátiles de la resina y permite que se aplique presión sobre la pieza a conformar sin que esta permanezca en contacto con la atmósfera de la autoclave. Consiste en una membrana delgada plástica, no reutilizable, y una serie de elementos que eliminan la cantidad de resina sobrante y consiguen buenos acabados superficiales de la pieza.
- Sistema de control de los parámetros de curado: Asegura en todo momento, mediante sistemas monitorizados, que las condiciones de presión y temperaturas son las adecuadas para el proceso.
- Soporte de los moldes, para su introducción en la cámara.

## Composición
Un autoclave está compuesto de las siguientes partes:
- Válvula de seguridad: Su función es evitar la salida de vapor o de agua antes de que termine el proceso de esterilización.
- Válvula de drenaje: la cual es por donde sale el vapor que se produce del agua calentada en la resistencia, cuando se alcanza la temperatura ideal para la esterilización.
- Manómetro: Permite monitorizar la presión interna del calderín
- Termostato: Indica la temperatura de la cámara o caldera
- Resistencia: La cual se utiliza para calentar el agua que irá en el calderín, la cual será trabajada a ciertas temperaturas dependiendo del grado de esterilización al cual se quiera llegar.
- Bandeja: Donde se coloca el material que se desea esterilizar.
- Calderín: Lugar donde se trata a los componentes a las temperaturas necesarias que deben ser producidas para eliminar las bacterias y los microorganismos que se desean eliminar.
- Tapa: La cual no es más que el cierre de la maquinaria.

## Calidad de agua
La calidad del agua (agua destilada conocida también como desmineralizada) que se utiliza para autoclavar el instrumental debe cumplir con los siguientes parámetros:
- Residuo evaporado: ≤15 mg/l
- Sílice: ≤2 mg/l
- Hierro: ≤0.2 mg/l
- Cadmio: ≤0.005 mg/l
- Plomo: ≤0.05 mg/l
- Otros metales pesados: ≤0.1 mg/l
- Cloruros: ≤3 mg/l
- Fosfatos: ≤0.5 mg/l
- Conductividad: ≤50 𝛍s/cm
- pH: 6.5 a 8
- Aspecto: incolora, limpia y sin sedimentos
- Dureza: ≤0.1 mmol/l